# TV 1862 Langen (Basketball)
Die Basketballabteilung Die Giraffen des Turnverein 1862 Langen e. V. ist die bekannteste und erfolgreichste Abteilung des Dachvereins. Die erste Herrenmannschaft spielt in der 1. Regionalliga Südwest, nachdem der Verein Jahrzehnte lang zweitklassig, gelegentlich erstklassig war. In der 2. Damen-Basketball-Bundesliga ist Langen an der Spielgemeinschaft Rhein-Main Baskets beteiligt. Das dritte Standbein des Vereins ist die intensive Jugendförderung.

## Überblick
Der TV Langen im hessischen Langen, ca. 15 km südlich von Frankfurt am Main gelegen, wurde 1862 gegründet und ist der älteste Verein der Stadt. Er hat heute etwa 2400 Mitglieder, die in 14 Abteilungen Sport treiben.
Für den TV Langen nehmen mehrere Herren- und Damenmannschaften am Ligabetrieb teil. Die Damen nehmen in Kooperation mit dem TV Hofheim als Rhein-Main Baskets nicht mehr an der 1. Bundesliga der DBBL teil. Im Jugendbereich wird jede Altersklasse – teilweise in mehreren parallelen Mannschaften – gefördert. Das Aushängeschild ist die männliche U19, die in der Nachwuchs-Basketball-Bundesliga (NBBL) spielt.

### Geschichte Herrenmannschaft
Unter Leitung des Trainergespanns Jochen Kühl/Rainer Tobien stieg die Langener Herrenmannschaft 1978 als Meister der Regionalliga erstmals in die 2. Bundesliga auf. Dort wurde in der Premierensaison 78/79 prompt das Endspiel der Aufstiegsrunde erreicht, welches mit 80:82 gegen Eintracht Frankfurt verloren wurde.
1981 gelang unter dem US-amerikanischen Trainer Paul Hallgrimson der erste Aufstieg in die 1. Bundesliga: Zwar lag man in der Abschlusstabelle der Aufstiegsrunde punktgleich mit dem USC Heidelberg auf dem zweiten Rang und verpasste damit den Gang ins „Oberhaus“ eigentlich, doch aufgrund des Rückzugs des Bundesligisten Hamburger TB setzte der Deutsche Basketball Bund eine zusätzliche Aufstiegsrunde an, an der neben Langen auch der FC Schalke 04 und die SpVgg Ludwigsburg teilnahmen. Der TVL setzte sich mit zwei Siegen durch und stieg somit in die erste Liga auf. Im Spieljahr 1981/82 folgte jedoch der direkte Abstieg aus der Bundesliga. 1982 wurde der US-Amerikaner Frank DiLeo neuer Cheftrainer der Mannschaft und blieb bis zur Trennung zu Jahresbeginn 1984 im Amt. Dann wurde er von Jürgen Barth abgelöst, der sich aufgrund von Verletzungsproblemen zusehends als Spieler zurückzog und stattdessen den Trainerposten übernahm. 1984 bestritt die NBA-Mannschaft Seattle SuperSonics in der Langener Georg-Sehring-Halle ein Freundschaftsspiel gegen den damaligen deutschen Meister ASC Göttingen.
Im Frühjahr 1985 gelang unter Barths Leitung die Rückkehr in die 1. Bundesliga, wo die Mannschaft bis zum Abstieg 1988 spielte. Der TVL blieb nur ein Jahr in der zweiten Liga und stieg 1989 abermals in die höchste deutsche Spielklasse auf. 1990 ging es in die 2. Bundesliga zurück. Das „Hin- und Herpendeln“ zwischen den Ligen ging weiter: Vor der Saison 1990/91 trat Trainer Barth aus beruflichen Gründen zurück, blieb dem Verein aber als Manager erhalten. Sein Nachfolger auf der Bank wurde Alan Lambert, der die Mannschaft im Frühling 1991 wieder in die 1. Bundesliga brachte. Es gelang aber nicht, sich in der Liga zu halten, in der Saison 1991/92 gab es den nächsten Abstieg und damit die Rückkehr in die 2. Bundesliga. Fortan war der TVL Stammgast in der „Zweitklassigkeit“. Bis 2010 spielte die Mannschaft in der zweiten Bundesliga und setzte sich dort an die Spitze der sogenannten ewigen Tabelle. 2010 folgte dann der Abstieg in die drittklassige 2. Bundesliga ProB. In der Saison 2014/15 musste der Abstieg in die 1. Regionalliga hingenommen werden.
Anfang Dezember 2021 übernahm der US-Amerikaner Ty Harrelson das Traineramt von Koray Karaman, der zuvor zurückgetreten war. Harrelson hatte während seiner Spielerlaufbahn die Langener Farben getragen. Zur Saison 2022/23 wechselte Harrelson zum Zweitligisten SC Rasta Vechta. Neuer Trainer wurde Tobias Jahn, nachdem diese kurz zuvor seine Spielerzeit beendet hatte. Jahn führte die Mannschaft 2025 zum Gewinn der Meisterschaft in der 1. Regionalliga Südwest und damit zehn Jahre nach dem Abstieg zur Rückkehr in die 2. Bundesliga ProB. Das entscheidende Spiel um den Meistertitel im Mai 2025 war zugleich das letzte offizielle Spiel in der ab 1981 genutzten Georg-Sehring-Halle. Anschließende Spielstätte wurde die neue Vier-Felder-Sporthalle in Langen-Oberlinden.

#### Trainerchronik
| Amtszeit        | Name                               |
| --------------- | ---------------------------------- |
| 1966–1967       | Uwe Jahn                           |
| 1967–1970       | Brad Brüggemann, dann Paul Tryonis |
| 1970–1971       | Bernd Sladek                       |
| 1971–1974       | Ricky Stanton                      |
| 1974–1975       | Uwe Jahn/Jochen Kühl               |
| 1975–1978       | Jochen Kühl                        |
| 1978–1979       | Jochen Kühl/Rainer Tobien          |
| 1979–1982       | Paul Hallgrimson                   |
| 1982–01/1984    | Frank DiLeo                        |
| 01/1984–1990    | Jürgen Barth                       |
| 1990–1992       | Alan Lambert                       |
| 1992–12/1993    | Joe Whitney                        |
| 12/1993–1994    | Jürgen Barth                       |
| 1994–1996       | Bill Snyder                        |
| 1996–02/1999    | Henner Weiß                        |
| 02/1999–2000    | Jürgen Barth                       |
| 1999–2001       | Pat Elzie                          |
| 2001–2004       | Axel Rüber                         |
| 2004–2005       | Rolf Zehlen                        |
| 2005–2008       | Branislav Ignjatovic               |
| 2008–2012       | Fabian Villmeter                   |
| 2012–2013       | Ty Shaw                            |
| 2013–2014       | Thomas Glasauer                    |
| 2014–03/2015    | Dejan Kostic                       |
| 03/2015–04/2015 | Jürgen Barth                       |
| 2015            | Frank Müller                       |
| 2015–2017       | Tim Michel                         |
| 2017–2019       | Markus Kühn                        |
| 2019–12/2021    | Koray Karaman                      |
| 12/2021–05/2022 | Ty Harrelson                       |
| seit 06/2022    | Tobias Jahn                        |

### Jugendbereich
Das selbstgewählte Leitmotiv lautete lange Aus der TVL-Jugend in die Bundesligen, das beinhaltete junge Spieler so zu fördern, dass sie hervorragende Mannschaftsspieler werden. Immer wieder schafften in Langen Spieler aus der eigenen Jugend den Sprung in die Bundesligen. Mehrere spätere Nationalspieler haben in ihrer Jugend (auch) beim TV Langen gespielt.
Die U12-Arbeit beginnt ab einem Alter von fünf Jahren. Ziel ist, möglichst viele Kinder an den Basketballsport heranzuführen. Erst ab einem Alter von U14 findet eine Trennung von Jugendleistungsport- und Breitensportmannschaften statt. Die Grenzen zwischen den Gruppen sind fließend. In die Leistungsmannschaften werden junge Spieler integriert, die in ihren Heimatvereinen unterfordert sind.
Die Förderung findet in Zusammenarbeit mit den Basketballverbänden, dem Basketball Teilzeitinternat (BTI) und dem Schulsportzentrum Dreieich statt.
Im Jugendbereich errangen die unterschiedlichen Mannschaften bisher acht deutsche Meistertitel und es gab zahlreiche weitere Finalteilnahmen. Diese Meisterschaften verteilen sich auf einen Zeitraum von 30 Jahren und sind ein Zeichen für die Kontinuität in der Jugendarbeit. Der TV 1862 Langen hat dafür am 29. März 2006 das Grüne Band für vorbildliche Talentförderung im Verein während der Feierstunde zum zwanzigjährigen Bestehen dieser Auszeichnung erhalten. Man habe (wie die beiden anderen dort ausgezeichneten Vereine) in besonderer Weise ihre Talente kontinuierlich gefördert und damit in ihren sportlichen Disziplinen herausragende Erfolge erzielt.

## Vereinserfolge
| Deutsche Meisterschaften im Jugendbereich - U16 - 2005 (männlich) - 1982 (männlich) - U18 - 2007 (weiblich) - 2006 (männlich) - 1992 (weiblich) - 1984 (männlich) - U20 - 1994 (weiblich) - 1977 (männlich) | Aufstieg in die 1. Bundesliga - 1981 - 1985 - 1989 - 1991 Deutsche Meisterschaften im Seniorenbereich - 2006 Senioren II |

### Spielstätte
Heimspielstätte ist die Georg-Sehring-Halle.

## Ehemalige und Vereinspersönlichkeiten
- Rainer Tobien, Spielertrainer und späterer Manager des TV Langen, Rekordspieler neben Holger Geschwindner der Basketball Bundesligen (über 600 Partien in erster und zweiter Liga), Karriereende mit 41 Jahren[26]
- Jochen Kühl, langjähriger Trainer und Leiter der Basketballabteilung des TVL
- Jürgen Barth, bis 1984 Spieler, dann von 1984 bis 1990 sowie in der zweiten Saisonhälfte 93/94 Trainer der Herren, die er 1985 und 1989 zum Aufstieg in die 1. Bundesliga führte; danach jahrelang Manager der Mannschaft
- Rainer Greunke, langjähriger Spieler der Herrenmannschaft; Nationalspieler
- Norbert Schiebelhut, langjähriger Spieler der Herrenmannschaft; Junioren-Nationalspieler
- Jens Oltrogge, Bundesliga- und Juniorennationalspieler
- Peter Reißaus, Bundesligaspieler
- Joe Whitney, von 1986 bis 1992 Leistungsträger der Herrenmannschaft, dann von 1992 bis Jahresende 1993 Trainer der Mannschaft
- Tim Nees, 1989–1992, Trainerassistent BBC Bayreuth, ehem. deutscher Nationalspieler, italienischer Pokalsieger mit Benetton Treviso
- Denis Wucherer, 1991–1992, U20-Bundestrainer, ehem. deutscher Nationalspieler, Deutscher Meister mit TSV Bayer 04 Leverkusen
- Pascal Roller, 1993–1994, Frankfurt Skyliners, ehem. deutscher Nationalspieler, Deutscher Meister mit Frankfurt
- Johannes Herber, 1996–2002, Tigers Tübingen, ehem. deutscher Nationalspieler, Deutscher Meister bei Alba Berlin
- Rick Stafford, 1997–1999, zuletzt Trainer bei EnBW Ludwigsburg, Deutscher Meister als Spieler der Brose Baskets
- Malick Badiane, 2002–2003, zuletzt Artland Dragons, senegalesischer Nationalspieler
- Dominik Bahiense de Mello, 2005–2007, EWE Baskets Oldenburg, erweiterter Kader der Nationalmannschaft
- Robin Benzing, 2006–2009, Nationalspieler (bereits aus der 2. Liga beim TV Langen heraus)
- Philipp Neumann, 2006, Brose Baskets Bamberg, Jugendnationalspieler und deutscher Meister mit den Brose Baskets, spielte in der U14-Oberliga für den TV Langen
- Sebastian Barth, in der Jugend sowie von 2001 bis 2009 und von 2012 bis 2014 und im Frühjahr 2016 Spieler der Herrenmannschaft; Juniorennationalspieler
- Svenja Greunke, Nationalspielerin